# Agusta A.115
Agusta A.115 (imatrikulace I-AGUC) byl prototyp italského lehkého vrtulníku, který poprvé vzlétl v roce 1961. Jednalo se v podstatě o Bell 47J-3 s pylonem vyrovnávacího rotoru tvořeným nekrytou trubkovou konstrukcí a poháněný turbohřídelovým motorem Turbomeca Astazou II. K sériové výrobě nedošlo.

## Specifikace
Údaje podle Jane's All The World's Aircraft 1961–62

### Technické údaje
- Osádka: 1 (pilot)
- Kapacita: 3 cestující nebo 3 pacienti na nosítkách a zdravotník
- Délka: 9,91 m
- Výška: 2,94 m
- Průměr nosného rotoru: 11,33 m
- Plocha nosného rotoru: 101 m²
- Prázdná hmotnost: 730 kg
- Vzletová hmotnost: 1 350 kg
- Pohonná jednotka: 1 × turbohřídelový motor Turbomeca Astazou II
- Výkon pohonné jednotky: 360 kW (480 hp)

### Výkony
- Maximální rychlost: 170 km/h
- Cestovní rychlost: 150 km/h
- Dolet: 260 km
- Praktický dostup: 4 750 m